# Borrasca de nieve

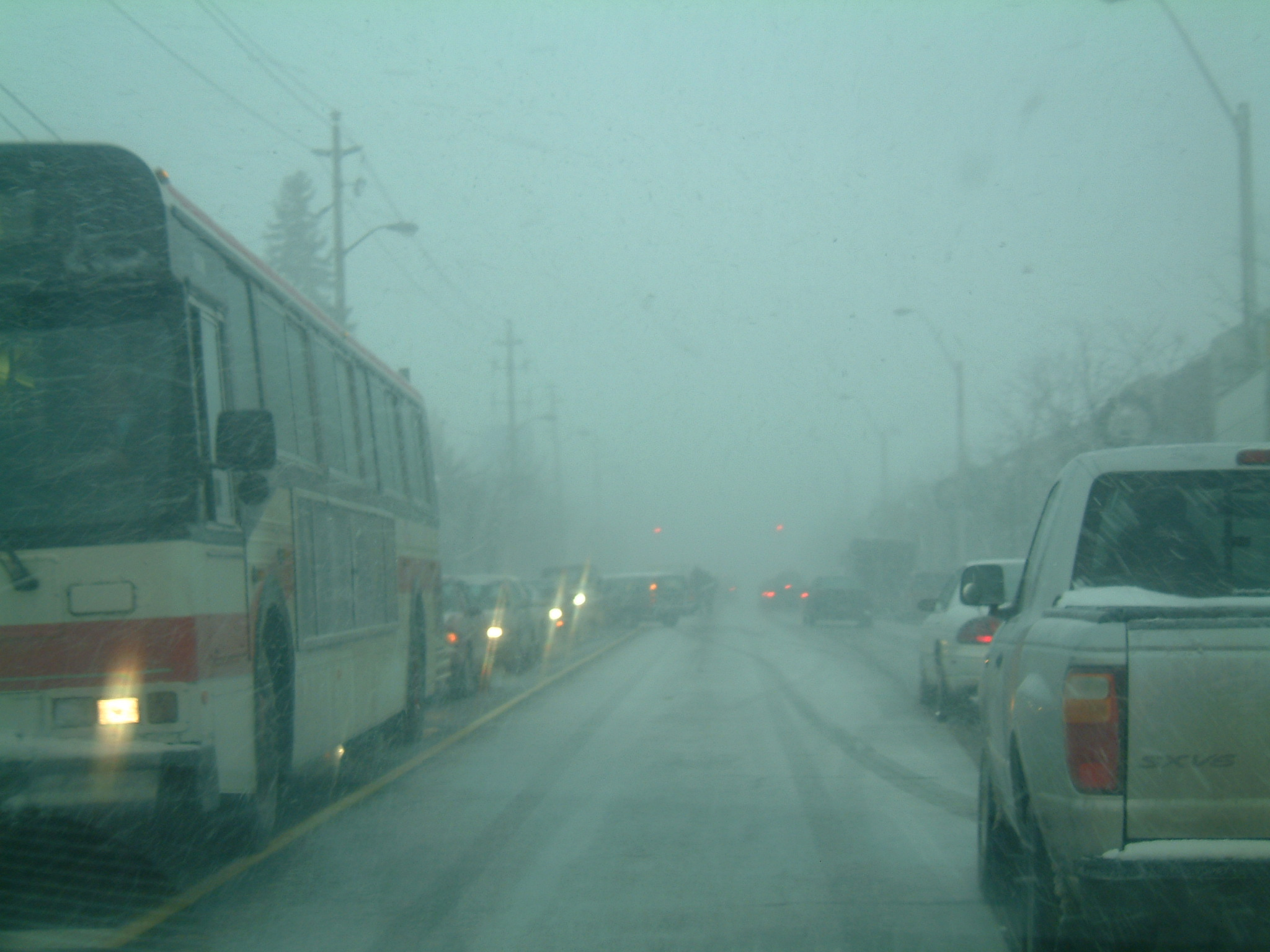
Una borrasca de nieve híbrida por efecto lacustre frontal Toronto (Canadá).

Una borrasca de nieve o chubasco de nieve, es una nevada repentina moderadamente intensa con ventisca y rachas de viento. Es similar a una tormenta de nieve, pero está localizado en el tiempo o en el lugar, pudiendo llegar a cuajar o no.

## Tipos
Hay dos tipos principales de borrascas de nieve: efecto lacustre y frontal.

### Nieve por efecto lacustre
Cuando el aire ártico se mueve sobre grandes extensiones de agua cálidas en invierno, se desarrollan nubes convectivas que provocan fuertes nevadas debido a la gran cantidad de humedad disponible. Esto ocurre al suroeste de los ciclones extratropicales, con el flujo curvo del viento ciclónico llevando aire frío a través de los Grandes Lagos relativamente cálidos, lo que provoca bandas de nieve con efecto de lago que pueden producir importantes nevadas localizadas. Las tormentas de nieve se producen desde costas hasta zonas del interior, según la dirección preponderante del viento. Esto mejorará cuando la masa de aire en movimiento ascienda. El nombre «lacustre» deriva de la palabra «lago» por los Grandes Lagos de América del Norte, sin embargo, cualquier masa de agua puede producirlos. Las regiones situadas a sotavento de los océanos, como las zonas marítimas canadienses, podrían experimentar este tipo de tormentas de nieve.

### Chubasco de nieve frontal

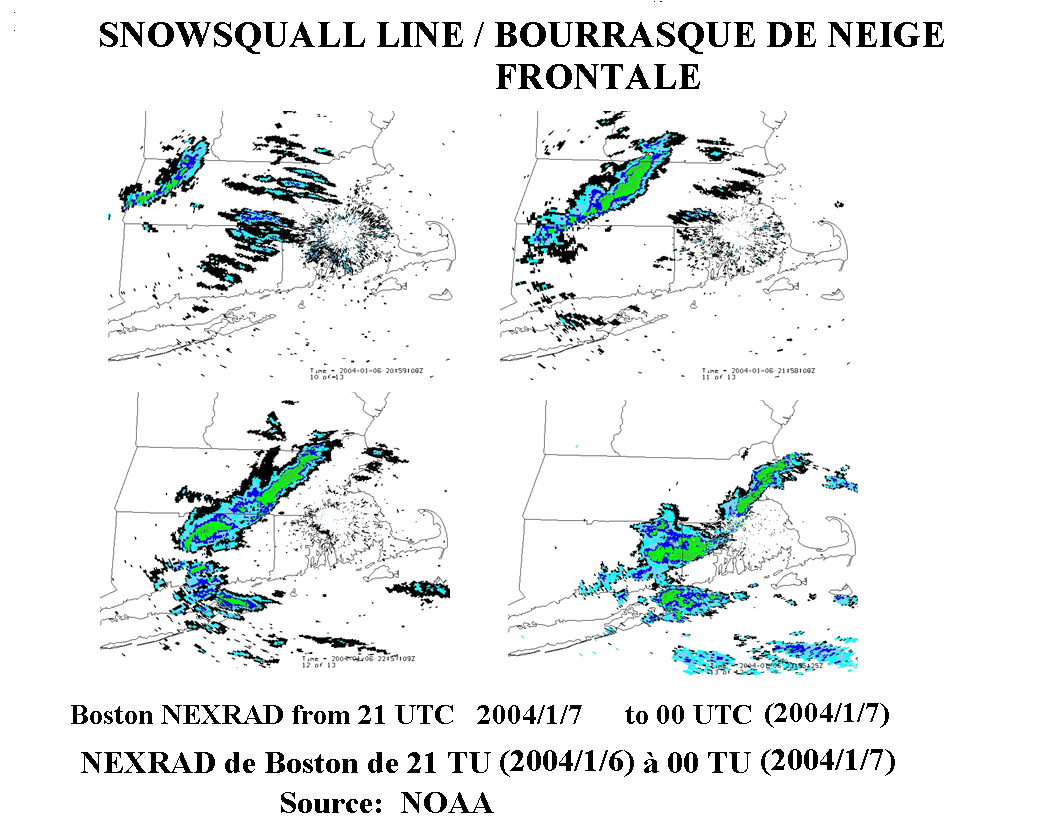
Tormenta de nieve frontal avanzando hacia Boston, Massachusetts, Estados Unidos.

Una borrasca frontal de nieve es una línea convectiva frontal intensa (similar a una línea de turbonada), cuando la temperatura está cerca del punto de congelación en la superficie. La fuerte convección que se desarrolla tiene suficiente humedad para producir ventiscas en los lugares por donde pasa si el viento provoca intensas nevadas. Este tipo de tormenta de nieve generalmente dura menos de 30 minutos en cualquier punto de su trayectoria, pero el movimiento de la línea puede cubrir grandes distancias. Las ráfagas frontales pueden formarse a corta distancia por delante del frente frío de superficie, o por detrás en situaciones en las que hay otros factores contribuyentes, como el levantamiento dinámico de un sistema de baja presión cada vez más profundo o una serie de líneas de depresión actuando de manera similar a un frente frío tradicional. En situaciones donde las turbonadas se desarrollan posfrontalmente, no es inusual que dos o tres bandas lineales de turbonadas pasen seguidas, separadas por solo 40,2 kilómetros (25 mi) y cada uno pasa por el mismo punto con aproximadamente 30 minutos de diferencia.

## Peligros

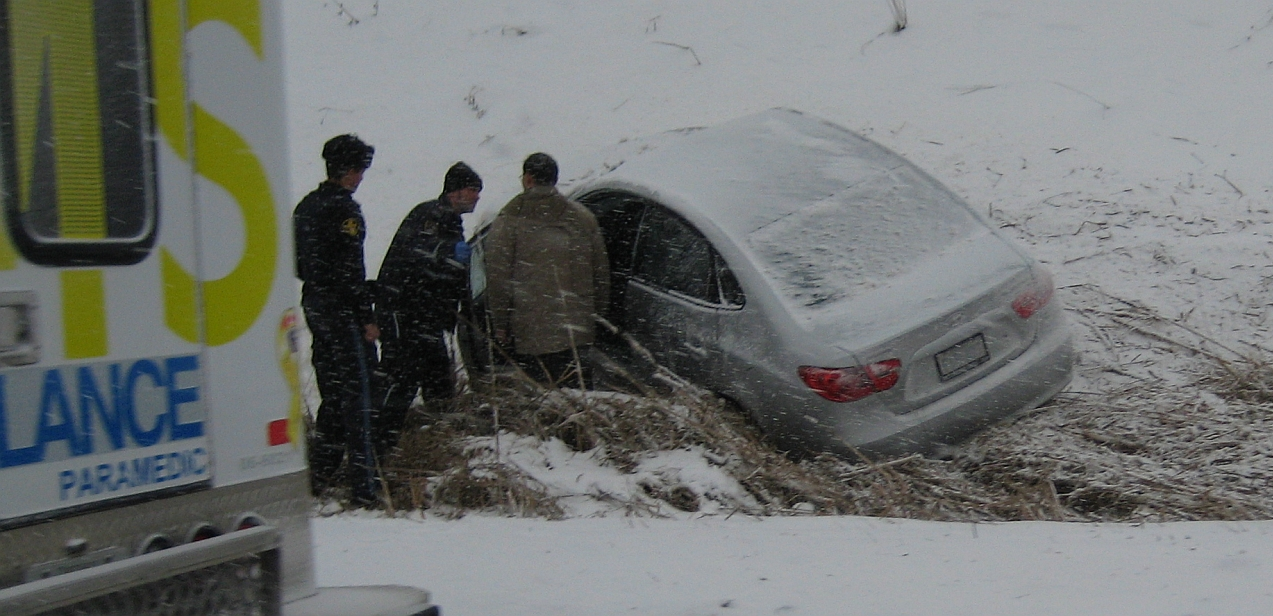
Estas condiciones meteorológicas de tormentas de nieve suelen provocar accidentes de tráfico.

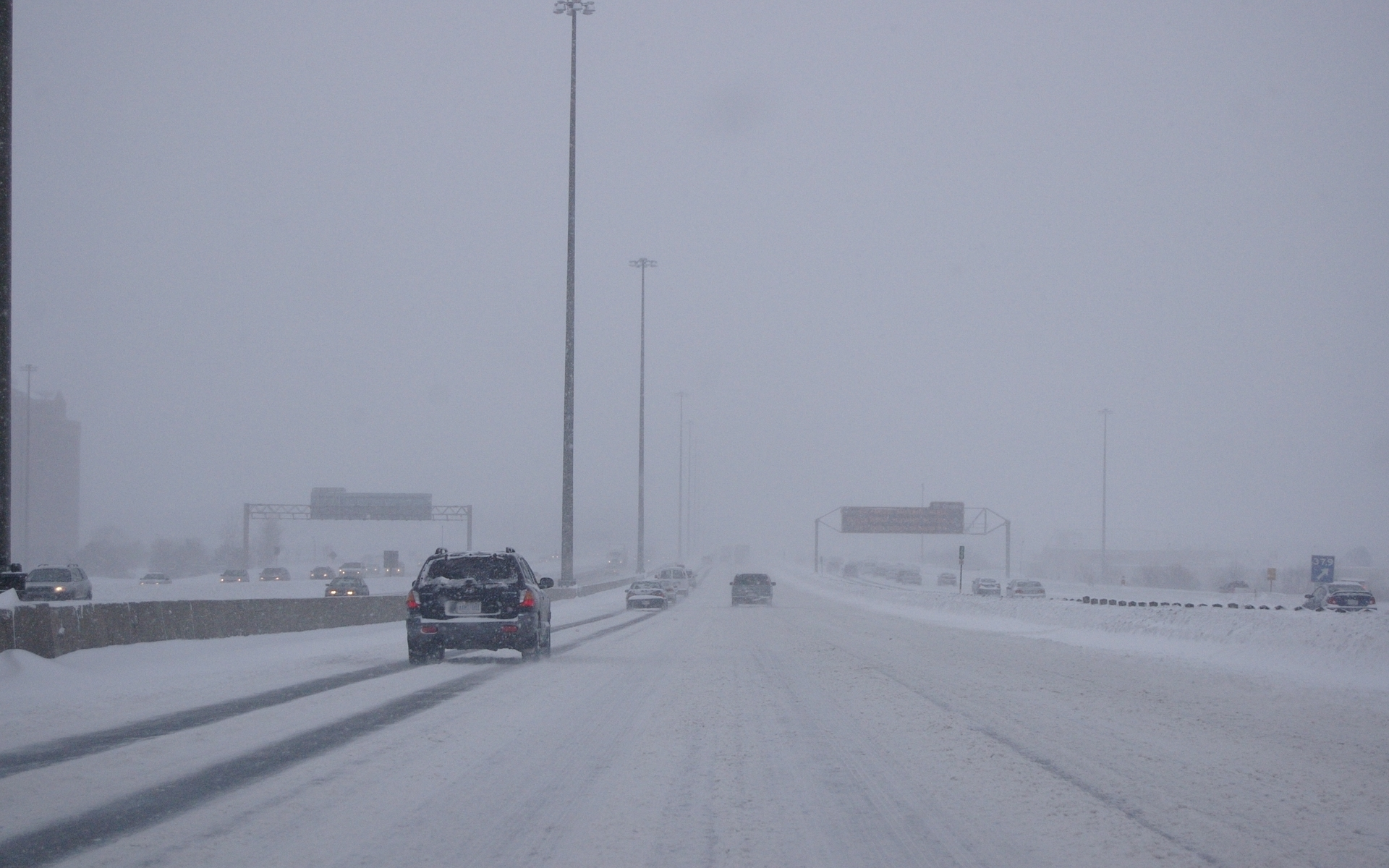
Condiciones invernales en la autopista 401 de Ontario en Toronto, debido a una tormenta de nieve.

Ambos tipos de borrascas de nieve son muy peligrosos para conductores, pilotos de avión y otros viajeros; pudiendo ser incluso más peligroso que las tormentas de nieve. El cambio de condiciones es muy repentino, provocando placas de hielo resbaladizas y pérdida abrupta de visibilidad debido a densas capas de nieve en suspensión, que pueden provocar colisiones de varios vehículos. En el caso de una nevada por efecto lacustre, se pueden acumular grandes cantidades de nieve en cortos periodos de tiempo, provocando posiblemente cortes de carreteras y paralización de tramos de ciudad. Por ejemplo, el 9 de enero de 2015, una fuerte tormenta de nieve localizada provocó un choque de 193 vehículos en la autopista I-94 cerca de Galesburg (Michigan).